# Romuald Maciej Klimczewski
Romuald Maciej Klimczewski (ur. 12 grudnia 1934 w Praszce (woj. łódzkie), zm. 5 maja 2018 w Szczecinie) – polski malarz, poeta.

## Życiorys
Absolwent Szkoły Sztuk i Technik Plastycznych w Łodzi. Od roku 1962 związany twórczo ze Szczecinem. Swoje malarstwo wystawiał na wystawach w Szczecinie, Zielonej Górze, Wrocławiu, Łodzi, Świnoujściu, Opolu, Katowicach, Lublinie, Wałbrzychu, Radomiu, Zakopanem, Bydgoszczy, Rzeszowie. Miał wystawy indywidualne za granicą w Ystad (1962), Rostocku (1970, 1976), Rydze (1970), Burgas (1973), Pesaro (1977) oraz na Węgrzech i w Danii. Podczas wernisaży często czytał swoje wiersze. Jest współautorem almanachów poezji, m.in. Poeci pomorscy II (1964), Nazywanie ziemi (ziemia szczecińska w poezji) (1970), Antologia wierszy o Szczecinie (1978). Swoje wiersze publikował w Głosie Szczecińskim, Spojrzeniach, Morzu i Ziemi. Był związany ze szczecińskim oddziałem Związku Polskich Artystów Plastyków od roku 1962. Pochowany został 10 maja na cmentarzu Centralnym w Szczecinie (kwatera 53A).

## Tomiki poezji
- Zbliżenia w Ciemnościach (1964)
- Słowo i Obraz (2004)
- Ślady (2009)
- Rdza (2012)
- Wędrówki (2014)